# Ножарово
 Тази статия е за селото в Разградско.  За селото в Силистренско вижте Ножарево.  
Ножарово е село в Североизточна България. То се намира в община Самуил, област Разград.

## География
Ножарово се намира на 22 км югозападно от Исперих на участъка Исперих – Хърсово – Самуил на Републикански път III-2005. Разположено е на равнинно високо място, а в близост е изграден язовир Богданци. Запаздно от селото преминава Железопътна линия 9 (България).

## История
В землището са регистрирани две тракийски археологически находки. За първи път селото е записано в регистъра на овцевъдите през 1573 г. под името Кълъджълар. Запазва производното име Кълъч кьой докато не е преименувано на Ножарово на 7 декември 1934 г.
Според местни устни предания, първото село на това място се е наричало Бакаджък и е било поразено от чумна епидемия. Една майка се преселила в съседното село Богданци, след известно време синовете ѝ от рода Гoр Али построили колиби, които дали начало на съвременното село. В западния край на селото, известно като Къшлата имало османски военни складове. След Кримската война в селото се настаняват черкези. В местността „Мезарлъка“, където са старите гробища, се твърди, че има еничарски гробове.

## Обществени институции
- Читалище „Бъдещност“, регистрирано под номер 2589 в Министерство на Културата на Република България, aдрес:„Христо Смирненски“ № 6
- ЦДГ „Бъдеще“, aдрес: „Хр. Смирненски“ No 4 Телефон/факс: +359 (0)8375 410
- Начално училище „Г.С. Раковски“, aдрес:„Христо Смирненски“ № 6[3]
- Джамия Ножарово[4]